# Investimento ético

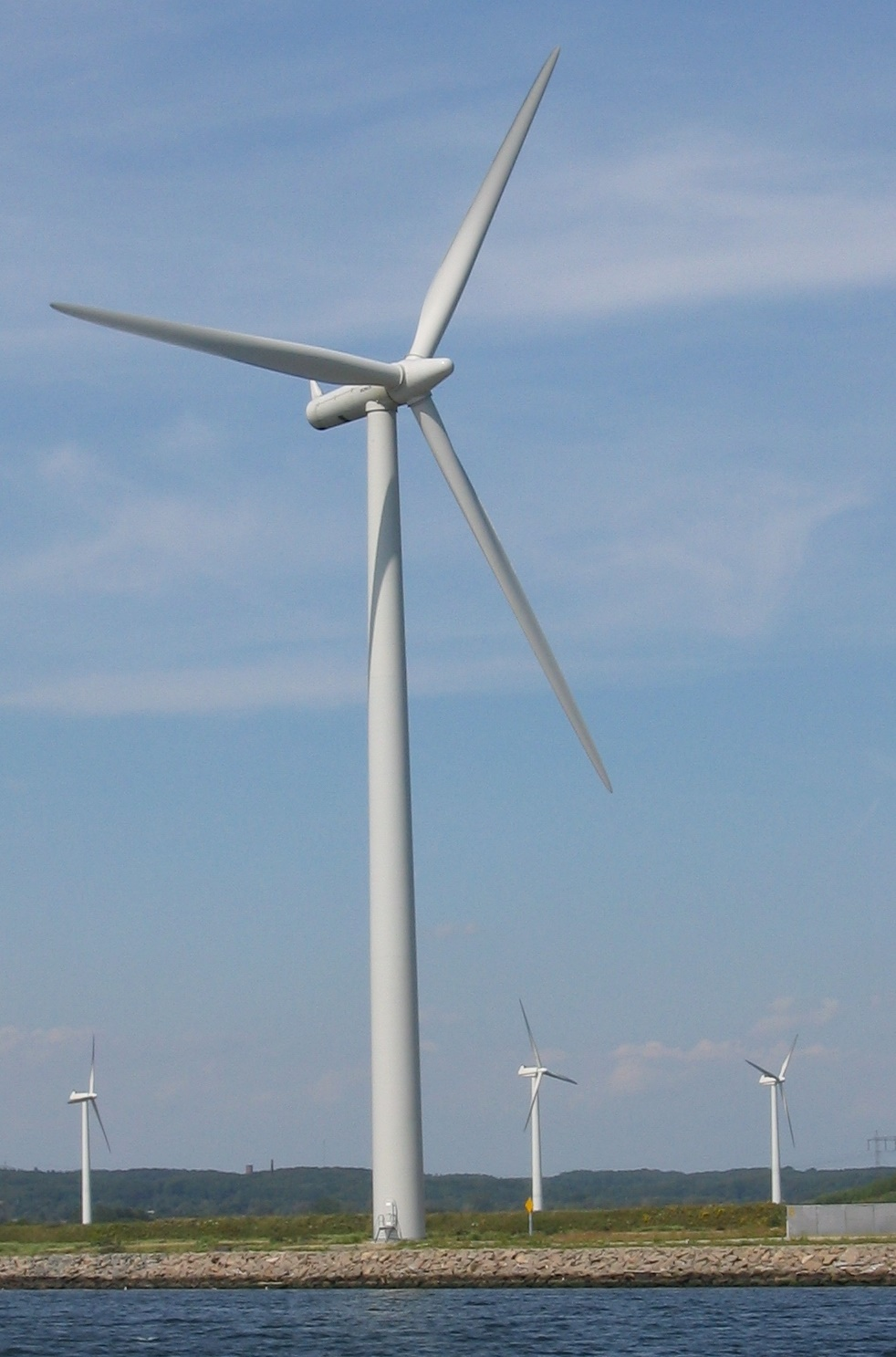
Energia alternativa: uma das muitas formas de investimento sustentável

Investimento socialmente responsável, ou investimento social, também conhecido como investimento sustentável, socialmente consciente ou ético, é qualquer estratégia de investimento que busque considerar tanto o retorno financeiro quanto o bem social/ambiental para promover uma mudança positiva.
Recentemente, também se tornou conhecido como "investimento sustentável" ou "investimento responsável". Há também um subconjunto do SRI conhecido como "investimento de impacto", dedicado à criação consciente de impacto social através do investimento.
Em geral, os investidores socialmente responsáveis estimulam práticas corporativas que promovam a administração ambiental, proteção ao consumidor, direitos humanos e diversidade. Alguns evitam empresas envolvidas em álcool, tabaco, fast food, jogos de azar, pornografia, armas, produção de combustíveis fósseis ou militares.
"Investimento socialmente responsável" é um dos vários conceitos e abordagens relacionados que influenciam e, em alguns casos, determinam como os gestores de ativos investem carteiras. O termo, por vezes, refere-se, de forma restrita, a práticas que buscam evitar danos através do rastreamento de empresas incluídas em uma carteira de investimentos. No entanto, o termo também é usado de forma mais ampla para incluir práticas mais proativas, como investimento de impacto, defesa de acionistas e investimento na comunidade. De acordo com a investidora Amy Domini, a defesa dos acionistas e o investimento na comunidade são pilares do investimento socialmente responsável, enquanto que apenas a triagem negativa é inadequada.